# Брайант, Джой
Джой Бра́йант (англ. Joy Bryant; род.18 октября 1974 года, Нью-Йорк) — американская актриса и модель.

## Ранние годы
Брайант родилась в Бронксе, районе города Нью-Йорк. Во время учёбы в школе она принимала участие в программе Fieldston Enrichment Program, которая направлена на подготовку уровня элитных школ. После окончания Вестминстерской школы в Коннектикуте, благодаря программе Better Chance, которая помогает менее обеспеченным в получении образования, Брайант получила академическую стипендию в Йельском университете, который однако не окончила. Во время учёбы в университете её заметил агент компании Next Models Management и через некоторое время она начала карьеру модели в Париже. Брайант работала с такими брендами, как Ralph Lauren и Tommy Hilfiger & RocaWear, а также участвовала в рекламе Gap и Victoria's Secret. В настоящее время у неё подписан контракт с нью-йоркским отделением Next Model Management.

## Карьера

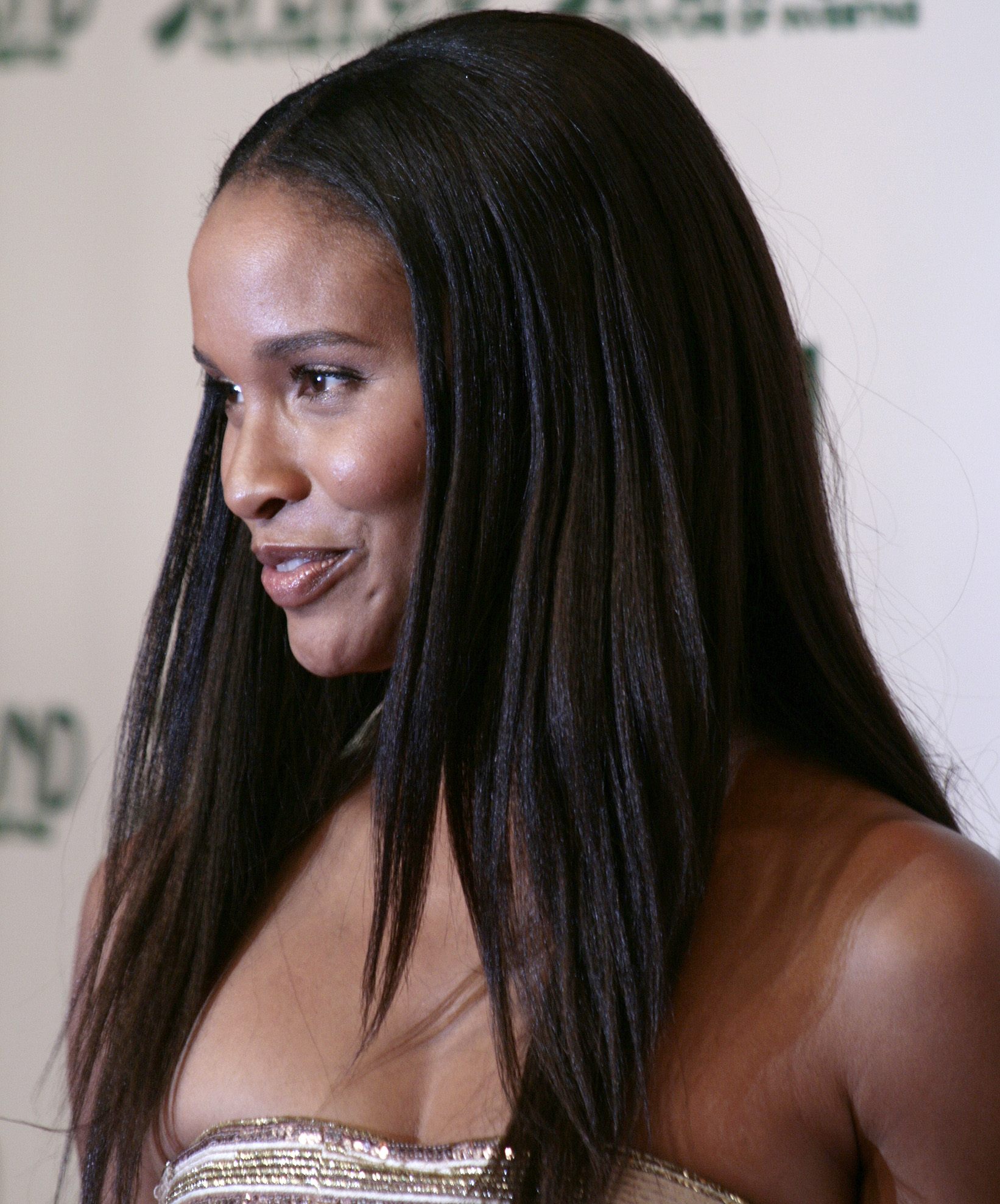
Джой Брайант на Women’s World Award 2009 года в Вене

Дебют Брайант как актрисы состоялся в 2001 году в мюзикле Роберта Таунсенда «Кармен: Хип-хопера», где её партнёршами были Бейонсе Ноулз и Мехи Файфер. В 2002 году она сыграла небольшую роль в комедийном боевике «Шоу начинается» с Эдди Мёрфи и Робертом де Ниро и получила приглашение принять участие в режиссёрском дебюте Дензела Вашингтона «История Антуана Фишера». Именно после этой роли её заметили, что вместе с сочетанием красоты и интеллекта Джой помогло в её дальнейшей карьере.
В 2003 году Брайант сыграла одну из главных ролей в музыкальной мелодраме «Лапочка» с Джессикой Альба, а также снялась в биографической драме Марио Ван Пиблза «Мерзавец». В 2005 году она появилась в нескольких крупных картинах: в фильме ужасов «Ключ от всех дверей» с Кейт Хадсон, мелодраме «Лондон» и городской драме Джима Шеридана «Разбогатей или умри». В 2006 году она сыграла в драме «Бобби», посвящённой покушению на сенатора Роберта Кеннеди, а в 2007 году — в триллере «Охота Ханта» с Ричардом Гиром и Терренсом Ховардом.
На телевидении Брайант снималась на регулярной основе в сериале NBC «Родители». Шоу транслировалось с 2010 по 2015 год.

## Личная жизнь
В октябре 2007 года Брайант была помолвлена с Дэйвом Поупом (англ. Dave Pope). 28 июня 2008 года они поженились, свадебная церемония состоялась на пляже в Амагансетте, Нью-Йорк.

## Фильмография
| Год       |    | Русское название                        | Оригинальное название                    | Роль              |
| --------- | -- | --------------------------------------- | ---------------------------------------- | ----------------- |
| 2001      | тф | Кармен: Хип-хопера                      | Carmen: A Hip Hopera                     | Никки             |
| 2002      | ф  |                                         | Kite                                     | мать Шейна        |
| 2002      | ф  | Шоу начинается                          | Showtime                                 | Лекси             |
| 2002      | ф  | История Антуана Фишера                  | Antwone Fisher                           | Шерил Смолли      |
| 2003      | ф  | Мерзавец                                | How to Get the Man's Foot Outta Your Ass | Присцилла         |
| 2003      | ф  | Лапочка                                 | Honey                                    | Джина             |
| 2003—2004 | с  | Скорая помощь                           | ER                                       | Валери Галлант    |
| 2004      | ф  | Тройная подстава                        | Three Way                                | Рита Кэсвелл      |
| 2004      | ф  | Человек-паук 2                          | Spider-Man 2                             | женщина в паутине |
| 2004      | ф  | Гавань                                  | Haven                                    | Шейла             |
| 2005      | в  |                                         | Rhythm City Volume One: Caught Up        | Асия              |
| 2005      | ф  | Ключ от всех дверей                     | The Skeleton Key                         | Джилл             |
| 2005      | ф  | Лондон                                  | London                                   | Мэллори           |
| 2005      | ф  | Разбогатей или умри                     | Get Rich or Die Tryin'                   | Чарлин            |
| 2006      | ф  | Бобби                                   | Bobby                                    | Патриция          |
| 2007      | ф  | Охота Ханта                             | The Hunting Party                        | девушка Дака      |
| 2008      | ф  | Добро пожаловать домой, Роско Дженкинс! | Welcome Home, Roscoe Jenkins             | Бьянка Киттлс     |
| 2008      | с  | Красавцы                                | Entourage                                | Джой Брайант      |
| 2009      | тф | Виртуальность                           | Virtuality                               | Элис Тибаду       |
| 2010—2015 | с  | Родители                                | Parenthood                               | Жасмин Трасселл   |
| 2012      | ф  | Хватай и беги                           | Hit and Run                              | Нив Татум         |
| 2014      | ф  | Что случилось прошлой ночью             | About Last Night                         | Дебби             |

## Награды и номинации
| Награды и номинации            | Награды и номинации                    | Награды и номинации      | Награды и номинации | Награды и номинации |
| Награда                        | Категория                              | Фильм                    | Год                 | Итог                |
| ------------------------------ | -------------------------------------- | ------------------------ | ------------------- | ------------------- |
| Молодой Голливуд               | Выдающийся прорыв — актриса            |                          | 2003                | Награда             |
| Black Reel Awards              | Лучшая актриса второго плана           | «История Антуана Фишера» | 2003                | Номинация           |
| Black Reel Awards              | Лучшая актриса второго плана           | «Мерзавец»               | 2005                | Номинация           |
| Hollywood Film Festival        | Лучший актёрский состав                | «Бобби»                  | 2006                | Награда             |
| Премия Гильдии киноактёров США | Лучший актёрский состав в игровом кино | «Бобби»                  | 2007                | Номинация           |